# Rupture familiale
Une rupture est caractérisée par un grand changement, positif ou négatif et brutal. 
La rupture familiale fait référence à des événements qui perturbent la structure de familles individuelles.  
Ces événements incluent le divorce, la séparation de corps et le décès d'un parent.
Aussi, on peut considérer un mariage ou un PACS comme une rupture familiale. 
Le chômage, les expulsions locatives ou le placement des enfants peuvent être aussi des facteurs importants de ruptures. 
Certaines études suggèrent que les jeunes qui ont connu plus de perturbations familiales ont un risque plus élevé de délinquance,, usage de drogues, traits de personnalité négatifs et de dépression à l'âge adulte.
En revanche, une étude norvégienne de 2009 a révélé très peu d'association entre la rupture de la famille et les résultats scolaires.